# SS Albertic (1927)
SS Albertic byl parník budovaný od roku 1913 jako Munchen pro německé rejdařství Norddeutscher Lloyd. Během války musela být stavba pozastavena a po válce parník připadl Británii jako část válečných reparací. 23. března 1920 byl spuštěn na vodu stále jako Munchen, ale už pod správou Royal Mail Steam Packet Company. 27. března 1933 byl oficiálně předán Royal Mail a přejmenován na Ohio. 4. dubna 1923 poté vyplul na svou první plavbu z Hamburku přes Southampton a Cherbourg do New Yorku. V roce 1927 byl prodán White Star Line a přejmenován na Albertic. Pod novou společností poprvé vyplul 22. dubna 1927 z Liverpoolu přes Quebec do Montrealu. V prosinci 1929 byl kvůli ztrátě Celtiku přesunut na linku Liverpool - New York. V březnu 1933 byl odstaven a čekal na likvidaci. V roce 1934 pak byl prodán do šrotu do Osaky v Japonsku.